# Глухое (Вологодская область)
Глухое — деревня в Кадуйском районе Вологодской области.
Входит в состав сельского поселения Семизерье (до 2015 года входила в Рукавицкое сельское поселение), с точки зрения административно-территориального деления — в Чупринский сельсовет.
Расположена на правом берегу реки Суда. Расстояние по автодороге до районного центра Кадуя — 13 км, до центра муниципального образования деревни Малая Рукавицкая — 11 км. Ближайшие населённые пункты — Заозерье, Круглое.
По данным переписи в 2002 году постоянного населения не было.